# Carl Julius Adolph Kuhlmay

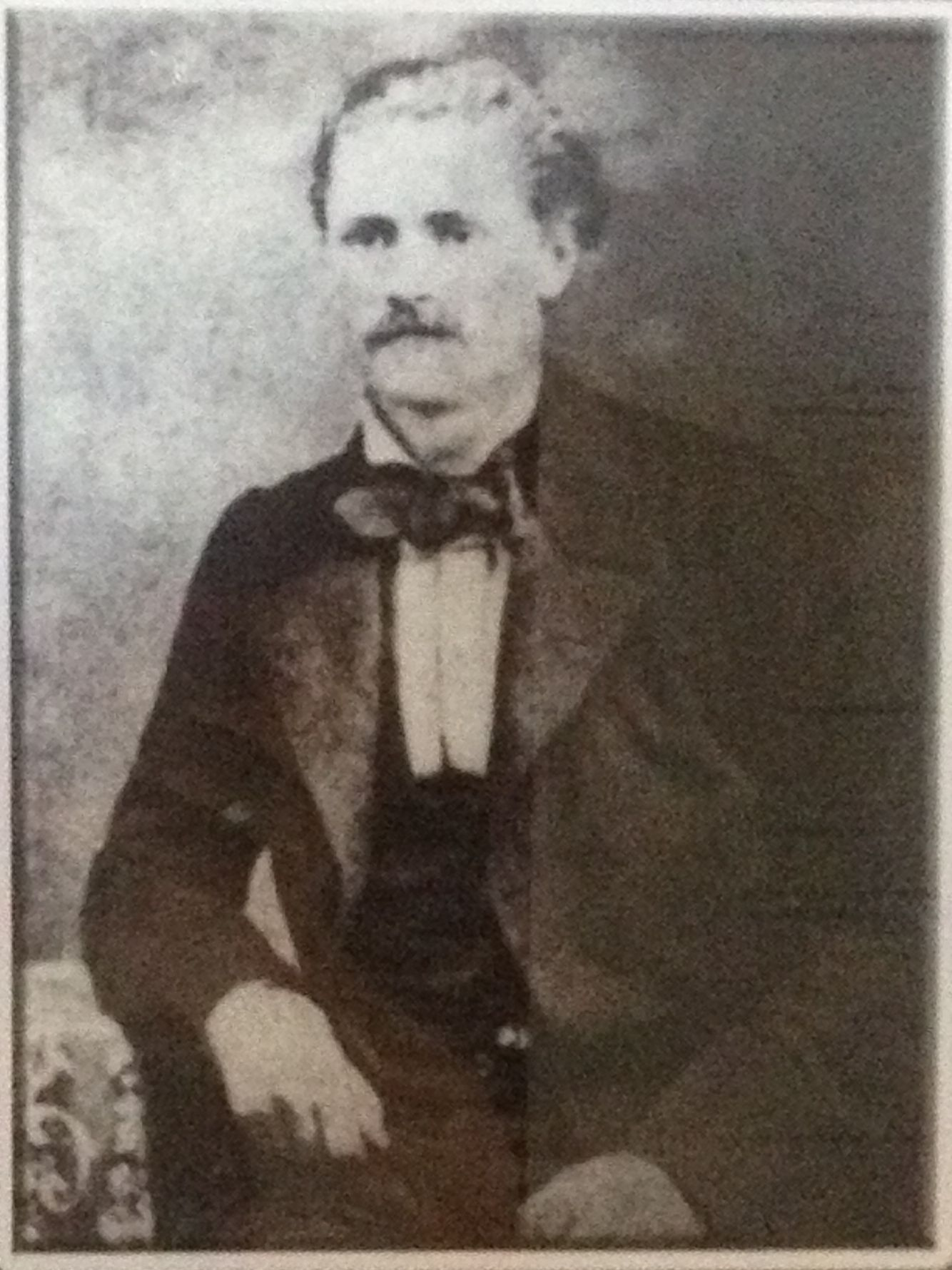
Carl Julius Adolph Kuhlmay

Carl Julius Adolph Kuhlmay (* 25. März 1830 in Soldin; † 17. Dezember 1868 in Spandau), Dr. phil., war ein deutscher Advokat und Notar in Vegesack und Bremerhaven. Er gilt zusammen mit Adolph Bermpohl als Initiator des organisierten Seenotrettungswesens in Deutschland.

## Biografie
Carl Kuhlmay wurde am 25. März 1830 in Soldin in der Neumark geboren. Seine Eltern waren der Regierungs- und Oekonomierat Julius Eduard Wilhelm Kuhlmay (1797–1854) und dessen erste Ehefrau Ernestine geb. Dönniges (1807–1879). Er ist in Frankfurt an der Oder aufgewachsen, wohin der Vater 1840 versetzt wurde. Ein Onkel war der Historiker und Diplomat Wilhelm von Dönniges. Ein Halbbruder war der General Gustav von Kuhlmay (1845–1919). Er studierte in Berlin, Heidelberg und Jena, wo er 1852 Mitglied der Corps Neoborussia Berlin und später im Jahr Mitglied des Corps Guestphalia Heidelberg wurde. Von 1860 bis 1861 wohnte Carl Kuhlmay in Vegesack, ab 1862 in Bremerhaven, wo er als Advokat, Notar und Versicherungsagent tätig war. Am 17. Mai 1861 heiratete er in Bremen Catharine Margarethe Frerichs (1833–1872), mit der er drei Töchter hatte, die in Bremerhaven zur Welt kamen.
Nachdem er in der Vegesacker Wochenschrift Artikel des Navigationslehrers Adolph Bermpohl über Schiffskatastrophen gelesen hatte, veröffentlichten beide am 21. November 1860 einen „Aufruf zu Beiträgen für Errichtung von Rettungsstationen auf den deutschen Inseln der Nordsee“. Dieser gilt als wichtiger Schritt auf dem Weg zur Gründung der Deutschen Gesellschaft zur Rettung Schiffbrüchiger (DGzRS).
Carl Julius Adolph Kuhlmay starb am 17. Dezember 1868 in Spandau bei Berlin während eines Besuches bei seinem Bruder Major Otto Kuhlmay, der 1868 zum Subdirektor der Gewehrfabrik in Spandau befördert worden war.

## Ehrungen
- In 28757 Bremen-Vegesack ist die Kuhlmaystraße nach ihm benannt.